# Felderblock
Der Felderblock ist ein elektromechanischer Bestandteil der Eisenbahnsicherungstechnik. Er dient vorwiegend als  Streckenblock (in mechanischen,  teilweise in elektromechanischen Stellwerken und gelegentlich in Relaisstellwerken) und häufig als Bahnhofsblock (in mechanischen Stellwerken).

## Geschichte und Bedeutung
Das Blockfeld wurde 1871 vom deutschen Ingenieur Carl Ludwig Frischen erfunden, was die Entwicklung des deutschen und deutsch beeinflussten Eisenbahnwesens entscheidend prägte. Das Prinzip, dass an einer Stelle Verschlüsse eintreten, die nur von einer anderen Stelle oder durch Mitwirkung des Zuges wieder aufgehoben werden können, prägt die deutsche Sicherungstechnik bis heute. Das Prinzip des Streckenblock, welches auf dieser Logik basiert, lässt sich nicht auf Gleise anwenden, in denen Züge beginnen und enden. Daraus resultierte die bei den deutschen Grundsätzen folgenden Bahnen übliche deutliche Abgrenzung zwischen Bahnhof und freier Strecke sowohl in technischer als auch betrieblicher Hinsicht. Anderswo, insbesondere im englischsprachigen Raum, blieb das Blockfeld unbekannt, und die Entwicklung nahm eine deutlich andere Richtung.

## Funktionsweise

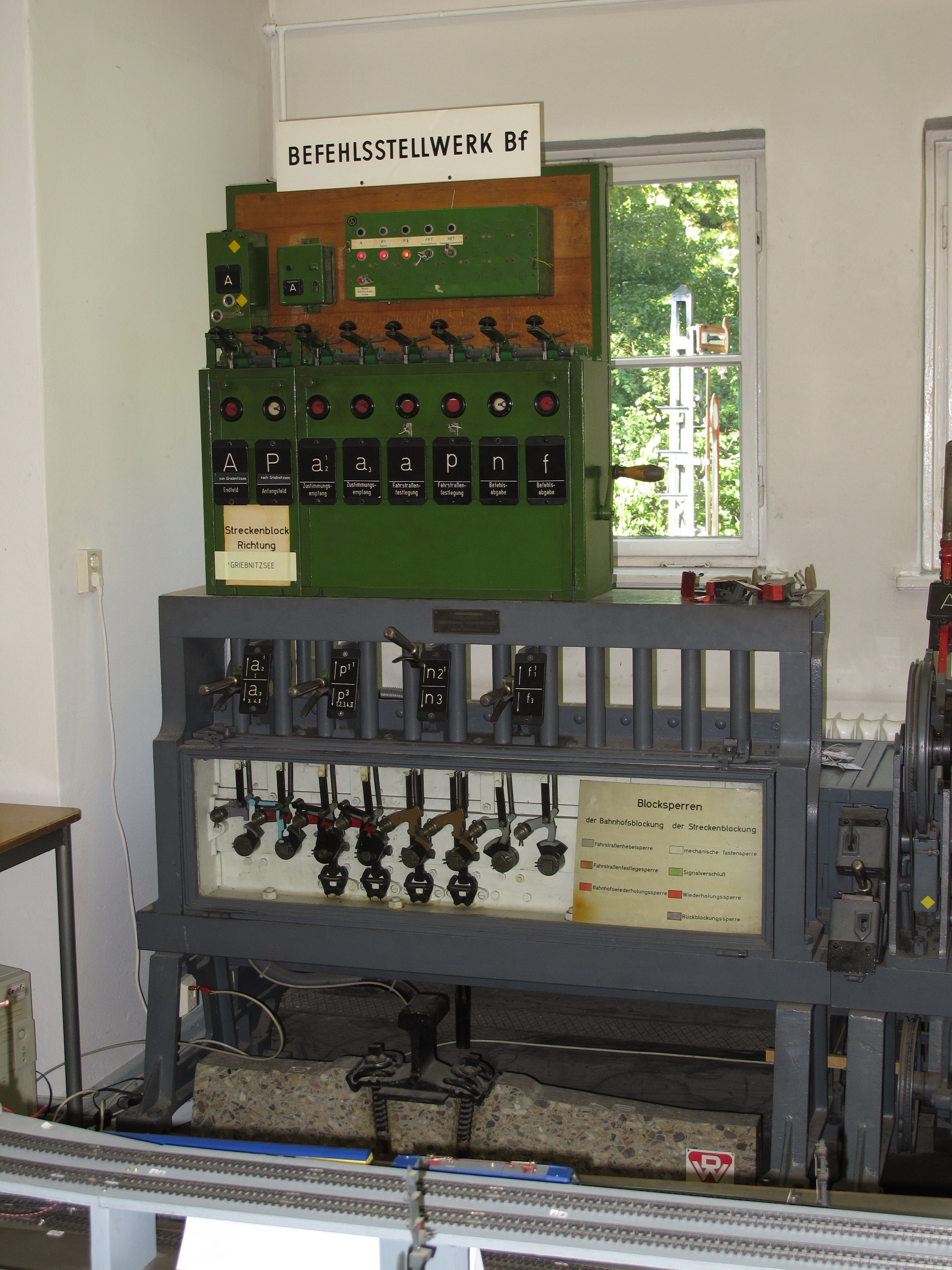
Blockauf- und Blockuntersatz eines mechanischen Stellwerks

Ein Blockfeld kann zwei Zustände einnehmen, den entblockten Zustand (Grundstellung) sowie den geblockten Zustand (Wirkstellung). Geblockt wird das Feld dabei jeweils direkt durch den Bediener des betreffenden Stellwerks. Entblockt wird es durch Stromfluss von außen, entweder durch ein korrespondierendes Blockfeld, einen Schienenkontakt oder einen Schlüsselschalter. Der Entblockungsvorgang wird dabei durch einen anderen Bediener (Wärter in einem anderen Stellwerk desselben oder eines benachbarten Bahnhofs) oder durch eine Zugfahrt ausgelöst.
Über elektrische Kontakte oder über die Stellung der mechanischen Riegelstange (beim Fahrstraßenfestlegefeld zusätzlich durch die verlängerte Druckstange) wird dabei die Verbindung zum restlichen Stellwerk hergestellt. Die Riegel- und die verlängerte Druckstange wirken dazu zum Beispiel auf Sperrhaken der Blocksperren im Blockuntersatz oder auf Blockwellen im Schieberkasten ein. Fehlt diese Möglichkeit, beispielsweise wegen des Einsatzes von Lichtsignalen mit Tastensteuerung oder generell in elektrischen Stellwerken, werden die Blocksperren elektrisch nachgebildet (sperrenloser Block).
Der Zustand des Blockfeldes wird dabei über eine Farbscheibe angezeigt. In den meisten Ländern, u. a. Deutschland, der Schweiz, Polen und den Niederlanden, werden oder wurden hierbei die Farben Rot und Weiß verwendet, in Österreich und den anderen Nachfolgestaaten der k.u.k. Monarchie zusätzlich die Farben Schwarz und Grün. Welche Farbe dabei den geblockten Zustand und welche den entblockten angibt, ist dabei von der Verwendung des Feldes abhängig. Meistens wird die Farbe Rot für die Grundstellung beim Bahnhofsblock und Weiß für die des Streckenblocks verwendet. Rot bedeutet dabei, dass Hauptsignale mittelbar oder unmittelbar in Haltstellung verschlossen sind.

### Wechselstromblockfeld
Das Wechselstromblockfeld ist die am meisten verwendete und ältere Form des Felderblocks. Geblockt wird das Blockfeld, indem die Blocktaste am oberen Ende des Feldes gedrückt und gehalten wird, während über eine Kurbel, die seitlich aus dem Blockkasten ragt, der Blockinduktor bedient wird. Der Blockinduktor erzeugt Wechselspannung, der dadurch fließende Blockstrom durchströmt das Magnetsystem des eigenen und fallweise des oder der korrespondierenden Blockfelder. Durch den Wechselstrom wird auf elektromechanischem Weg das eigene Blockfeld in die geblockte Stellung gebracht und gleichzeitig das korrespondierende Blockfeld entblockt. Statt durch einen Kurbelinduktor kann die Blockwechselspannung auch durch einen Motor-, Relais- oder elektronischen Induktor erzeugt werden, der das Kurbeln ersetzt.
Entblockt wird das Feld ebenfalls durch Wechselstrom, der in diesem Fall aber durch eine von außen kommende Leitung eingespeist wird und von einem anderen Blockfeld stammt. Dieses befindet sich meist in einem anderen Stellwerk, das viele Kilometer entfernt sein kann.
Bei den heute weit verbreiteten Felderblocksystemen wirken dabei immer zwei Wechselstromfelder (»korrespondierende Felder«) zusammen. Das Blocken des einen Feldes sorgt dabei für die Entblockung des anderen und umgekehrt. Das ist so aber nicht zwingend nötig, mit Wechselstromfeldern lassen sich weit komplexere Systeme aufbauen. Dabei kann das Blocken eines Blockfeldes kein oder mehrere andere Felder auf einmal entblocken. Viele ältere Bahnhofs- und Streckenblocksysteme haben diese Möglichkeiten ausgenutzt, Beispiele dafür sind der sächsische Bahnhofsblock, der Streckenblock Form A, der österreichische Felderstreckenblock oder der Streckenblock Form B, der in den Niederlanden weit verbreitet war. Inzwischen sind solche Blockbauformen nur noch selten anzutreffen. Bei Zustimmungen von mechanischen zu elektromechanischen oder Gleisbildstellwerken existieren üblicherweise keine korrespondierenden Felder.

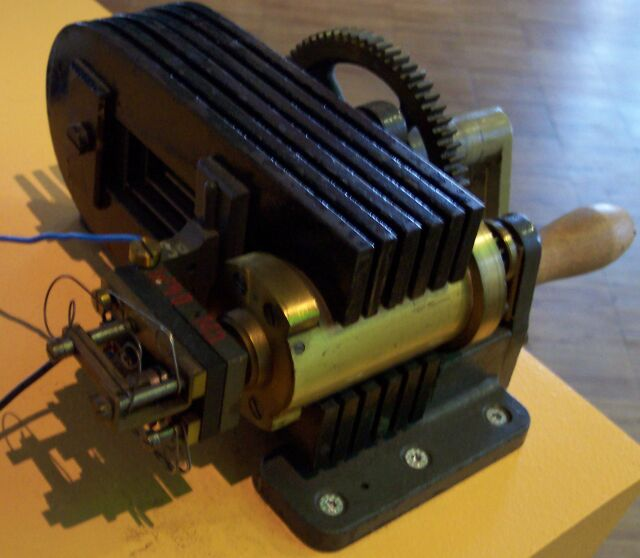
Blockinduktor, für Demonstrationszwecke ausgebaut

Großer Vorteil der Wechselstromfelder war, dass sie – betrieben mit einem Kurbelinduktor – keine externe Spannungsquelle benötigen. Damit war es in der Anfangszeit der mechanischen Stellwerke möglich, Stellwerke ohne Anschluss an das Stromnetz zu bauen. Zusätzlich ist der Wechselstromblock prinzipbedingt stör- und fremdspannungssicher. Weder eindringende Gleich- noch Netzwechselspannung kann ein Blockfeld fehlerhaft entblocken. Gleichspannung bewegt den Anker nur um einen halben Zahn, für die Netzwechselspannung ist er zu träge. In der Frühzeit konnte daher die Erde adersparend als Rückleitung genutzt werden. Mit der Einführung der elektrischen Zugförderung mussten die Blockstromkreise allerdings erdfrei geschaltet werden.

### Gleichstromblockfeld
Beim Gleichstromblockfeld erfolgt die Blockung ebenfalls durch das Betätigen der Taste des Blockfeldes. Hier erfolgt der Blockvorgang aber rein mechanisch, das Betätigen der Kurbel des Induktors ist nicht nötig.
Entblockt wird das Feld durch einen Gleichstromimpuls, der entweder von Hand über einen Schlüsselschalter oder zugbewirkt durch einen Schienenkontakt gegeben wird. Die Entblockung erfolgt immer – wie auch bei den Wechselstromfeldern – von außerhalb des eigenen Stellwerks, da das Blockfeld einen Zustand festhalten soll, den der Stellwerker nicht eigenmächtig auflösen darf.
Der Strom für die Entblockung wird der Stellwerksbatterie entnommen. In der Frühzeit mussten diese regelmäßig getauscht werden. Seit der Einführung von einfach handhabbaren Kupferoxydul- und Selengleichrichtern sowie dem Ausbau der Stromnetze in den 1920er Jahren werden die Stellwerksbatterien ständig gepuffert, d. h. aus einem örtlichen Stromnetz aufgeladen.

### Zusätzliche Einrichtungen
Der Felderblock wird durch zusätzliche Einrichtungen erweitert. In der Hauptsache sind dies die elektrischen Tastensperren, welche die Sicherheit des Felderblocks maßgeblich beeinflussen. In elektrotechnischer Hinsicht können sie in Dauerstrom- und Springtastensperren, in betrieblicher Hinsicht in Streckentasten- und Bahnhofstastensperren eingeteilt werden. Eine besondere und mithin auch seltene Form der Tastensperre ist die Wechselstromtastensperre, welche vom Aufbau her mit dem Wechselstromblockfeld vergleichbar ist.
Aufgabe der Tastensperren ist es, die Bedienung eines Blockfeldes von einer Bedingung abhängig zu machen bzw. die Bedienung eines Blockfeldes so lange zu verhindern, wie eine bestimmte Bedingung nicht erfüllt ist.
Typischer Anwendungsfall für die elektrische Streckentastensperre ist die Anordnung über dem Endfeld des Streckenblocks. Hier verhindert die Tastensperre die Rückblockung, bis der zurückzublockende Zug über Gleisschaltmittel die Tastensperre auslöst. Somit ist die Rückblockung von der Mitwirkung des zurückzublockenden Zuges abhängig. Der typische Fall für den Einsatz einer Bahnhofstastensperre ist die Erlaubnisabgabe auf einem Wärterstellwerk. Sie macht die Erlaubnisabgabe von der Mitwirkung des Fahrdienstleiters abhängig, da nur dieser durch die Verständigung mit den Nachbarfahrdienstleitern den sinnvollen Zeitpunkt kennt. Eine Bahnhofstastensperre kann ebenfalls angewendet werden, wenn eine Zustimmung einer Bahnsteigaufsicht zur Einfahrt eines Zuges eingeholt werden muss. Die Bahnsteigaufsicht betätigt einen sogenannten Sperrenauslöser, wobei es sich in der Regel um einen Schlüsseltaster handelt, wenn die Voraussetzungen (Fahrwegprüfung) für eine Einfahrt vorliegen. In diesem Fall wäre die Bahnhofstastensperre über dem entsprechenden Fahrstraßenfestlegefeld oder aber über dem Befehls- oder Zustimmungsabgabefeld angeordnet.

### Hilfsauflösung
Blockfelder, die in geblockter Stellung Weichen verschließen, werden mit einer versiegelten Hilfsauflösung versehen. Das betrifft Zustimmungs- sowie Befehlsabgabe- und Fahrstraßenfestlegefelder. Damit wird verhindert, dass bei einer Störung der Betrieb auf dem betroffenen Stellwerk zum Erliegen kommt.

### Sonderbauformen
Neben den oben genannten Feldern gibt es noch weitere seltener zum Einsatz kommende Bauformen.
In Österreich findet man häufig kombinierte Wechselstrom-Gleichstrom-Blockfelder. Hier erfolgt die Blockung mit der Wechselstromfunktion unter Bedienung des Kurbelinduktors, während die Entblockung über einen Gleichstromimpuls ausgelöst wird. Tastensperren, aber auch die Fahrstraßenfestlegefelder von Mittelstellwerken sind praktisch ausschließlich so aufgebaut. Ebenso findet man einfache Taster ohne eigenes Blockfeld, mit denen Wechselstrom des Induktors direkt zur Entblockung eines Wechselstromfeldes genutzt werden kann.
Wechselstromblockfelder können auch verwendet werden, um eine Abhängigkeit von Schlüsseln herzustellen. Das Blockfeld lässt sich hier nur blocken, wenn der nötige Schlüssel in das Blockschloss eines Blockfeldes eingeschlossen wurde. Das geblockte Blockfeld verhindert dann das Entnehmen des Schlüssels, erfüllt also die Aufgabe einer Schlüsselsperre.